# Юрюзань-Ивановский завод
Юрюза́нь-Ива́новский чугуноплави́льный и железоде́лательный заво́д — металлургический завод на Южном Урале, построенный на реке Юрюзань и действовавший с 1750-х годов до 1908 года.

## История

### Первые годы
Завод был основан партнёрами И. Б. Твердышевым и И. С. Мясниковым на левом берегу реки Юрюзань, в 408 верстах к северо-востоку от Оренбурга, в 210 верстах к востоку от Уфы. На месте будущего завода, на купленной у башкир земле, И. Б. Твердышев весной 1758 года построил лесопильную мельницу и посчитал, что место подходит для строительства передельного производства для переработки чугуна Катав-Ивановского завода. Указ Сената о строительстве Юрюзань-Ивановского завода был издан 6 ноября 1758 года, строительство началось в мае 1759 года. 21 февраля 1762 года было получено разрешение Берг-коллегии на строительство доменной печи. Руда поступала с Бакальских рудников. Постройка домны была завершена в 1762 году, запуск состоялся 22 февраля 1763 года. По данным на 1763 год, плотина заводского пруда имела длину 255,6 м, ширину в верхней части 38,3 м. 15 июля 1763 года из-за сильного паводка плотина и часть заводских построек были частично разрушены. Осенью 1763 года плотина была восстановлена. В первые годы работы на заводе функционировали 1 домна, 4 молота и 2 меховые мастерские. К концу 1763 года была построена вторая молотовая фабрика с 4 молотами.
В 1770 году на заводе работала домна с производительностью около 180 пудов чугуна в сутки, 2 молотовые фабрики с 1 плющильным молотом и 5 кричными молотами. Жесть после плющения лудилась и отправлялась на Катав-Ивановский завод для производства посуды. В 1770—72 годах была построена вторая домна. В 1773 году на заводе работали 2 кричные фабрики, фабрика по производству кровельного железа с 8 молотами и 8 печами, якорная фабрика с 2 горнами, а также 2 колотушечных молота, кузница и резно-плющильная фабрика. Завод производил полосовое и листовое кровельное железо, а также толстое железо для изготовления расковочных молотов. В небольших количествах для собственных нужд производилась сталь и металлические изделия.
В годы Пугачёвского восстания Юрюзань-Ивановский завод был сильно повреждён в результате двух нападений. К началу восстания на заводе работало 845 мужчин, часть из которых присоединилась к восстанию в ноябре 1773 года. За время войны на заводе погибло 266 крестьян. Доменное производство возобновилось 15 ноября 1776 года. В 1777 году на заводе было выплавлено 134 тыс. пудов чугуна. В 1778 году на заводе работали 2 домны, 2 кричные фабрики с 6 молотами и 4 горнами, плющильная фабрика с 2 горнами и якорная фабрика с 2 горнами. В 1785 (по другим данным, — в 1784) году завод перешёл в собственность дочери И. С. Мясникова А. И. Дурасовой. После раздела имущества между дочерьми И. С. Мясникова Юрюзань-Ивановский завод лишился возможности отправлять чугун для переработки на Симский и Усть-Катавский заводы, доставшиеся второй дочери, Е. И. Козицкой, в результате чего А. И. Дурасова вынуждена была построить в 1799 году передельный Минский завод. В 1797 году на Юрюзань-Ивановском заводе работало 9 горнов и 12 молотов. На рубеже XVIII—XIX веков поставки руды на завод осуществлялись с Верхнебуланского (наиболее богатая руда с содержанием железа 52 %), Улановского, Усть-Буланского, Успенского, Ивановского, Охряного, Тяжёлого и Куткурского рудников.

### XIX век
В 1803 году Юрюзань-Ивановский завод по наследству перешёл к сыну А. И. Дурасовой, Н. А. Дурасову. В 1807 году на заводе была запущена вагранка. В 1809 году плотина имела длину 276,9 м, ширину 32 м, высоту 8,5 м. Оборудование завода состояло из 2 доменных печей, 22 горнов и 15 молотов, 2 плющильных станов, токарной фабрики для обточки валков, кузницы на 9 горнов, меховой фабрики и вспомогательных цехов.
В 1812 году Н. А. Дурасов пытался продать завод, но сделка была оспорена его двоюродной сестрой, княгиней А. Г. Белосельской-Белозерской, владевшей Катавскими заводами. В 1815 году Н. А. Дурасов продал Юрюзань-Ивановский завод московскому купцу Н. Л. Старкову, у которого в этом же году завод через ходатайство в Горное правление выкупила А. Г. Белосельская-Белозерская. Старков пытался оспорить передачу завода Белосельской-Белозерской, но 31 января 1817 года Сенат признал её право на владение заводом. В 1830 году завод перешёл в качестве приданого к дочери А. Г. Белосельской-Белозерской, княгине Е. А. Сухозанет. После перехода завода в собственность Екатерины Александровны и её мужа И. О. Сухозанета, осуществлявшего управление заводом, положение заводских крестьян ухудшилось, участились волнения и бунты. Обострившиеся отношения рабочих с владельцами в 1859 году получили огласку в газете Колокол.
В конце 1830-х годов средняя производительность завода составляла 220 тыс. пудов чугуна, 120 тыс. пудов железа разных сортов, 6 тыс. пудов стали и 1,5 тыс. пудов чугунного литья в год. В дачу завода входили 14 рудников, в том числе 7 действующих, и 118 тыс. десятин леса, из которых ежегодно вырубалась 1/85 часть. В начале 1840-х годов была построена новая каменная плотина. В этот же время заводовладельцы безуспешно пытались освоить рельсопрокатное производство. В 1848 году на заводе было введено пудлингование, первое железо по новой технологии было получено в 1851 году. В 1850-х годах домны Юрюзань-Ивановского завода имели высоту 13,5 м, ширину в распаре 3,9 м, в колошнике — 2,9 м. Дутьё обеспечивалось четырёхцилиндровой воздуходувкой с приводом от водяного колеса. Железо производилось на 3 кричных фабриках с 19 горнами, 31 молотом и 4 четырёхцилиндровыми воздуходувками. Производимое железо было более качественным по сравнению с металлом Катавского и Симского заводов. В 1850-х годах на основных заводских работах было занято 260 человек, на вспомогательных — 541 человек. В 1851 году началось строительство третьей домны, которая была запущена в 1855 году. В 1859 году на заводе работали кричные фабрики и сварочно-пудлинговая фабрика с 5 пудлинговыми и 5 сварочными печами общей производительностью до 100 тыс. пудов железа в год.
В 1861 году завод перешёл в собственность сына Екатерины Александровны, А. И. Сухозанета, который практически не интересовался работой предприятия. В 1862 году в результате разлива Юрюзани заводу был нанесён существенный урон, плотина и фабрики восстанавливались в течение нескольких лет. Многие рабочие покинули завод из-за сокращения объёмов производства. В 1865 году на заводе произошёл взрыв на одной из домен, последствия которого устранялись в течение 5 месяцев. В 1866—67 годах вновь произошёл взрыв на другой домне. В 1868 году из-за долгов владельца завод был остановлен и отдан в аренду Н. И. Севастьянову, который возобновил выплавку чугуна в декабре 1868 года. В 1873 году арендатором завода стал внук А. Г. Белосельской-Белозерской, князь К. Э. Белосельский-Белозерский. Под его руководством в начале 1880-х годов объёмы производства чугуна увеличились в 1,5 раза, значительно расширилось пудлинговое производство. В 1876 году на одной реконструированной домне высотой 15,2 м в опытном режиме было начато использование горячего дутья. Кричные горны были реконструированы для работы по шведско-ланкаширскому способу, также были построены прокатные станы для производства котельного железа и рельсовых скреплений. В этот же период на заводе появились первые паровые машины для привода молотов и токарных станков.
В 1883 году на заводе работали 1 домна на холодном и 2 домны на горячем дутье, 2 воздуходувки, 1 воздухонагреватель, 4 кричных горна, 6 вододействующих и 2 паровых молота, 13 пудлинговых и 10 сварочных печей, 5 прокатных станов, 4 печи для термообработки, 1 вагранка и 1 отражательная печь. Работал механизмов обеспечивалась 14 водяными колёсами общей мощностью в 580 л. с. и 4 паровыми машинами общей мощностью в 320 л. с. В начале 1880-х годов завод стал испытывать дефицит древесного топлива, что сдерживало рост объёмов производства чугуна. В результате чугун для передела в железо закупался на Златоустовских заводах. В 1891 году завод перешёл в собственность К. Э. Белосельского-Белозерского. В середине 1890-х годов кричное производство было прекращено, пудлинговые печи были заменены регенеративными печами системы Шпрингера, а все домны были переведены на горячее дутье. В 11 верстах от завода была проложена железная дорога, что привело к повышению объёмов производства железнодорожных скреплений и конструкций мостов. С 1895 года в качестве топлива на заводе стал использоваться мазут, что позволило сократить потребление древесины. В конце XIX века руда с содержанием железа до 65 % поступала с рудников, расположенных за 60 вёрст от завода. Три домны имели высоту 12, 11,9 и 13 м, для засыпки руды и угля в печь использовался ручной труд. Более низкие домны имели суточную производительность около 725 пудов чугуна, третья домна (более высокая, построенная в 1898 году) — 1032 пуда чугуна. Подаваемый воздух нагревался до 2300 °С. В пудлинговом цехе действовали 2 печи Шпрингера и 5 двухместных печей, работавших на мазуте или дровах, и 3 молота. Также функционировали 6 прокатных станов и 11 сварочных печей, 20 кузнечных горнов, механический цех, столярная мастерская, гончарное производство. Энергетическое хозяйство составляли 15 водяных колёс, 2 турбины и 4 паровых машины. В 1897 году завод произвёл 471,5 тыс. пудов чугуна, 837,5 тыс. пудов железа и 4010 пудов стали.

### XX век
К концу XIX века часть заводских зданий и оборудования нуждалась в капитальном ремонте или замене. В силу технической отсталости и нерационального управления, в период экономического кризиса начала XX века завод стал убыточным. В 1899—1903 годах завод находился в аренде бельгийского Южно-Уральского металлургического общества. В начале XX века была построена мартеновская печь, был открыт цех по производству котельной стали и рельсов. В это же время обострилась социальная напряженность, вызванная снижением заработной платы. В середине июля 1908 года завод был остановлен, значительная часть оборудования демонтирована и распродана на металлолом.
После Гражданской войны на предприятии производились восстановительные работы, но металлургическое производство не возобновилось. В заводских помещениях было размещено оборудование эвакуированного из Петрограда механического завода «Посель», на базе которого был создан Юрюзанский механический завод. Всего за время своего существования Юрюзанский чугуноплавильный и железоделательный завод выработал 43,07 млн пудов чугуна.
Ныне на месте заводского поселения находится город Юрюзань.